# Věra Chytilová
Věra Chytilová (ur. 2 lutego 1929 w Ostrawie, zm. 12 marca 2014 w Pradze) – czeska reżyserka filmowa.

## Życiorys
W 1962 ukończyła studia na Akademii Sztuk Scenicznych w Pradze. Przyczyniła się do sukcesów czechosłowackiej nowej fali lat sześćdziesiątych XX w. Debiutowała z pełnometrażowym filmem O něčem jiném (1963, O czymś innym). Jest też autorką kilku filmów dokumentalnych. Laureatka wielu nagród na międzynarodowych festiwalach filmowych. 
W 1998 została odznaczona Medalem Za Zasługi Republiki Czeskiej I stopnia.

## Wybrana filmografia
- O něčem jiném (1963, O czymś innym)
- Sedmikrásky (1966, Stokrotki)
- Ovoce stromů rajských jíme (1969, Owoce rajskich drzew spożywamy)
- Hra o jablko (1976, Gra o jabłko)
- Kalamita (1981, Śnieżyca)
- Faunovo velmi pozdní odpoledne (1983, Zbyt późne popołudnie Fauna)
- Šašek a královna (1987, Błazen i królowa)
- Dědictví aneb Kurvahošigutntag (1992, Spadek albo Kurwachopygutntag)
- Hezké chvilky bez záruky (2006, Piękne chwile to motyle)